# Elafibranor
L'Elafibranor (GFT505) est une molécule agoniste PPAR α/δ, développée initialement par Genfit pour le traitement des maladies métaboliques incluant le diabète, la résistance à l'insuline, la dyslipidémie, et le traitement de la NASH (stéatose hépatique non alcoolique),,. En mai 2020, la molécule ne montre aucune efficacité contre la NASH après des essais clinique de phase III.
Après l'échec concernant NASH, Genfit poursuit les essais cliniques relatifs à l'utilisation de Elafibranor contre la Cholangite biliaire primitive.

## Effets contre la NASH
Cette molécule a démontré des effets bénéfiques sur la NASH chez les rats, mais aussi :
- Une amélioration de marqueurs de dysfonctionnement hépatique, notamment les enzymes hépatiques : ALAT, ASAT, γGT, et ALP[6],
- Une amélioration de la sensibilité à l’insuline et de l’homéostasie du glucose[7],
- Des effets bénéfiques sur les lipides plasmatiques, avec une réduction des taux de triglycérides et de LDL-C ainsi qu’une augmentation des taux de HDL-C,
- Des effets anti-inflammatoires,
- Des effets bénéfiques sur la NASH et la fibrose dans des modèles animaux[8],[9].

### Tolérance au traitement
Collectivement, tous les essais cliniques réalisés à ce jour montrent un très bon profil de tolérance. De plus, la sécurité d’emploi de l’Elafibranor est renforcée par des études toxicologiques à fortes doses chez l’animal incluant des études de carcinogénicité,,.
Les résultats obtenus en 2015 sur la réversion de la NASH placent l'Elafibranor en tête des candidats au traitement de cette pathologie.

### Echec de la molécule
Le 11 mai 2020, Genfit annonce l'échec de sa molécule en phase 3 contre la NASH.

## Essais contre la cholangite biliaire (PBC)
Après les résultats prometteurs des essais phase 2b, des essais de phase 3 sont en cours (décembre 2021) avec les premiers résultats attendus en 2023.